# Santa Maria de Manlleu
Santa Maria de Manlleu és un antic monestir de Manlleu (Osona), inclòs en l'Inventari del Patrimoni Arquitectònic de Catalunya.

## Història

### Orígens (906)
L'església parroquial va ser consagrada pel bisbe de Vic Idalguer, el 8 de novembre del 906; havia estat reconstruïda sobre un edifici anterior pel veguer Fedanci, i se li van assignar delmes i primícies per al manteniment i supervivència i, segons el document d'acta o dotalia, es va delimitar un terme parroquial. La seva titularitat requeia en un canonge de la catedral de Vic com a capellanus de Manlleu, que delegava en un sacerdot resident a la vil·la Cortada, propera al temple.Plantilla:Pladevall
El 1084, el bisbe de Vic Berenguer Seniofred de Lluçà va fer cessió dels delmes i primícies que pertanyien a Santa Maria als senyors del castell de Manlleu, Pere Amat de Manlleu i Guisla de Queralt. Aquests van promoure la reforma de l'edifici, que va ser consagrat el 23 d'octubre de 1086. Dos anys després, va morir Pere Amat i el bisbe de Vic va donar per acabat el pacte de cessió i va voler recuperar els seus drets sobre l'església manlleuenca. La seva vídua va rebutjar el retorn i el bisbe de Vic la va excomunicar. Finalment, el 26 de juliol de 1098, Guisla va renunciar a les seves pretensions just abans de morir.Plantilla:Pladevall
En aquella època, al voltant de l'església de Santa Maria es va aplegar una petita comunitat de religiosos amb la intenció de viure d'acord amb la regla de sant Agustí, que a finals del segle xi vivien de forma canonical o regular. Finalment, el bisbe vigatà Arnau de Malla, va donar l'estatut jurídic l'any 1105 per a la fundació d'un monestir agustinià sota la direcció d'un prior. El primer prior conegut de la canònica és Bernat de Saniàs que ocupava el càrrec el 17 de juny de 1151. 

### Canònica agustiniana (1102 - 1592)
Ben aviat, la influència de la canònica manlleuenca es va estendre més enllà del mateix bisbat de Vic. L'any 1108, la vescomtessa Ermessenda de Bas va fer cessió a la canònica de l'església de Santa Maria de Puigpardines, a Sant Privat de Bas, on la comunitat va fundar una pabordia. Des del segle xii, també va posseir la jurisdicció sobre l'església de Sant Miquel de Sorerols a Tavertet, i la de Sant Martí Sescorts a l'Esquirol. D'aquesta primera època es conserven quatre capitells, de fàbrica senzilla i amb una decoració molt simple, que formaven part de l'antic claustre (instal·lats actualment darrere la rectoria) i quatre capitells més elaborats que formaven part de l'edifici eclesiàstic, tres dels quals són al Museu Episcopal de Vic.
El monestir, progressivament, es va convertir en el centre d'una sagrera en la qual es van edificar les primeres cases del nucli urbà de Manlleu. El prior de la comunitat exercia com a «senyor de la sagrera »que, a partir de 1275, només va conservar en l'aspecte eclesiàstic mentre que el domini civil va ser exercit pel senyor de Centelles. Durant els segles xiii i principis del xiv, les dotacions de la canònica van augmentar fins al punt de permetre l'augment de cinc a set canonges. Aquesta època de prosperitat va perdurar fins a la crisi de mitjan segle xiv arran de la Pesta Negra i posteriorment va entrar en decadència. A causa del terratrèmol del 2 de febrer de 1428 que va afectar el monestir de Sant Joan de les Abadesses, la canònica de Manlleu va ser-hi unida per a poder restaurar-lo. El 1467, però, tornava a tenir prior propi. La davallada, però, va ser acusada a mesura que avançava el segle xv i, especialment el xvi, fins al punt que van caldre importants obres per habitar-hi. En aquests temps, els priors eren comendataris sense tenir residència a les dependències canonicals. En destaquen noms com els de Francesc Tarafa, canonge i arxiver capitular de Barcelona. El seu nebot Marc Antoni Tarafa també va ser-ne prior i va promoure la rehabilitació arquitectònica del monestir amb la construcció el 1571, entre altres obres, de l'ala goticorenaixentista del claustre que actualment es conserva com a galeria entre la rectoria i l'església on consta gravat l'escut de la família.

### Dependència del convent dominicà de Tremp (1592)
En la butlla Suscepti cura de 22 d'agost de 1592, el papa Climent VIII va extingir les canòniques regulars agustinianes de Catalunya i el Rosselló, amb la consegüent secularització dels seus components i el traspàs de rendes a altres convents. Així, la canònica manlleuenca va passar a dependre del convent dominicà de Tremp (Pallars Jussà). Tot i els intents que la canònica esdevingués col·legiata, amb un plet que s'oposava a l'annexió, l'1 de juny de 1606 es va dictar sentència a favor del dominicans de Tremp. Al capdavant de l'església, convertida en parròquia, es va posar un vicari perpetu com a delegat del convent trempolí.</ref>

### Temple barroc (1770-1936)
Entre 1770 i 1782 es reformà l'antiga església parroquial. Es va construir el temple barroc d'unasola nau amb altar major i deu altars laterals, amb tribunes a la part superior. El 21 de juny de 1821 es començaren les obres de la Capella del Santíssim o Capella Fonda annexa a la nau principal, i la primera pedra fou col·locada davant la presència del bisbe de Vic Francesc Strauch i Vidal. El 25 de juliol de 1835 es van suprimir els monestirs i convents amb menys de 12 professos, fet que afecta el convent dominicà de Tremp, i Santa Maria de Manlleu passar a dependre directament del Bisbat de Vic. Cinc anys abans, Ramon Mas havia deixat de signar com a vicari perpetu i va passar a fer-ho com a rector. Entre 1846 i 1849, per la Segona Guerra Carlina, s'elimina la cúpula de teulada de rajoles del campanar per instal·lar-hi un telègraf òptic amb finalitats militars.
El 1846 s'inicia la construcció de l'altar major sufragat per aportacions particulars i amb la venda d'entrades del teatre que hi havia
al carrer de la Passió. La imatge central, la Verge Assumpta envoltada de les figures de la Santíssima Trinitat en l'escena de l'entrada de la Mare de Déu al cel. No seria enllestit fins al 1873 quan es procedeix al seu daurat. L'any 1851, Jaume Vilaró, prevere i comensal primer de l‘església parroquial, fill de Manlleu, instal·la un orgue a la tribuna situada davant l'altar de la Capella del Santíssim. Aquest orgue devia desaparèixer a l'incendi de 1877. Entre 1860 i 1863 es reforma i millora de l'entorn del temple, construint unes escales al davant, aplanament del carrer dels Capellans amb una rebaixa del nivell. El 14 d'agost de 1863 s'inauguraren les quatre campanes del campanar. La major, de 1100 quilos, va ser batejada amb el nom d'Assumpta, les altres eren més petites: una de 800 quilos i les altres dues de 600 i 400 quilos respectivament. El 31 de desembre de 1877, s'incendià la Capella del Santíssim o Capella Fonda. A toc de campana s'avisà la població, que portaren galledes i altres atuells i es va fer una doble filera fins al riu Ter. Tot i els esforços, les pèrdues van ser quantioses: es van cremar dues pintures de grans mides representat la crucifixió, l'una, i el camí del Calvari, l'altra, del reconegut pintor barceloní Antoni Caba. La reconstrucció va comportar guardar el Santíssim a la nau principal que, provisionalment, va resultar inservible per als oficis mentre durava la reconstrucció. Curiosament, en les setmanes següents, les misses es deien des del balcó de can Munt a la plaça de Dalt Vila.
L'any 1885 s'enllosà el temple. Aquests fet suposà una controvèrsia arran de l'existència de dues tombes amb làpida a la part central del temple. Una corresponia al mossèn Raimon Mas, primer rector de Manlleu, mentre que l'altra pertanyia a la família Vilaró. El dia de difunts de 1884, el manlleuenc Josep Casas i Reig va enllestir un text, posteriorment editat a la Imprenta de Lluís Tasso de Barcelona, sobre un dilema que havia sorgit entre els seus compatricis. L'opuscle es titulava Las tumbas de la iglesia parroquial de Santa Maria de Manlleu bajo el punto de vista histórico-jurídico, i justificava la supressió per raons d'higiene i perquè considerava que les dues famílies no tenien dret adquirits. De fet, no es té constància que les dues tombes fossin col·locades, de nou, al sòl del temple parroquial. Les restes del rector Raimon Mas es devien col·locar en un nínxol dins el cementiri que, a més, era propietat parroquial, La família Vilaró, devia aprofitar la controvèrsia per a passar les que li corresponien al mateix cementiri, on el 1916 faria edificar un monument funeraris amb una escultura representant la Fe esculpida en pedra per l'artista Clarassó.
L'any 1886 s'instal·là l'estructura metàl·lica a la part alta del campanar. Es canvià l'antic rellotge, que només tenia una esfera, per un que oferia l'hora a quatre cares amb toc de quarts i hores. El rellotge va costar 2.850 pessetes, l'armadura de ferro, unes 1000 pessetes i la campana de 15 o 16 quintars de pes amb un preu de 23 duros el quintar. A la campana s'hi va fer gravar les imatges de la Mare de Déu Assumpta, Sant Josep i Sant Jaume amb l'escut de Manlleu. A tota aquesta despesa, l'Ajuntament només hi va aportar 2000 pessetes i la resta es va recollir per subscripció pública. El 1891, l'antic rellotge es va vendre per 4 duros. De la cura i manteniment se’n feia càrrec Joan Grau, que cobrava 12 duros l'any a partir de 1864. El 14 d'agost de 1892, Francesc d'Assís Aguilar i Serrat, natural de Manlleu i aleshores bisbe de Sogorb, va presidir la consagració per delegació del bisbe vigatà Morgades. Les accions preparatòries del dia anterio, es van fer a l'entrada principal de can Puget, on es va instal·lar un altar ben guarnit. Sobre la taula s'hi va col·locar l'urna dels Sants Màrtirs (Sant Víctor, Sant Pacífic, Santa Justa i Santa Clara) que posseïa la parròquia i les
altres relíquies que havien de servir per a la consagració: les dels sants vigatans Just, Llucià i Marcià, i del ripollès sant Eudald. A les 6 del matí s'hi va iniciar la cerimònia, i, seguidament, el bisbe Aguilar amb la resta de religiosos es van dirigir a l'església de Santa Maria.
El 14 d'agost de 1898 s'inaugurà el gran orgue, construït als tallers barcelonins de Pau Xuclà, amb interpretació del mestre Eusebi Daniel, organista i compositor del Reial Conservatori de Brussel·les i professor d'orgues de l'Escola Municipal de Barcelona. El doctor Jaume Dachs, degà de la catedral de Barcelona, va fundar un benefici d'organista que, el 26 de maig de 1911 va ser ocupat per mossèn Josep Aulet i Fiol.
Entre 1903 i 1910 es reformà la façana en la qual, posteriorment, al timpà se situa un relleu de marbre de l'escultor barceloní Josep Llimona i Bruguera. El 3 d'octubre de 1926 se situa la tomba del bisbe Aguilar al lateral de l'altar de Sant Josep. El 29 de maig de 1932 es col·locà la imatge de la Mare de Déu de Montserrat, obra de l'escultor Josep M. Camps i Arnau, a l'altar de Sant Francesc.

### La destrucció (1936)
El 21 de juliol de 1936 al matí, s'hi va fer fa la darrera missa. Al vespre, gairebé a les fosques, va ser sostret el mobiliari i elements artístics del temple i foren incendiats davant mateix a la plaça. Allò que no es va poder treure, va ser cremat al mateix lloc i apagat unes hores després. Finalment, al cap d'un parell de dies, el temple va ser incendiat, i uns mesos després seria enderrocat, deixant només la part inferior de la façana i el campanar.

### La reconstrucció (1939-1955)
Les tropes franquistes van ocupar Manlleu el 4 de febrer de 1939 i el 27 de març del mateix any, el rector de Santa Maria, iniciava la reconstrucció del temple, segons el projecte de l'arquitecte Josep Maria Pericas. A partir de gener de 1941 es va procedir a l'aixecament de murs mitjançant la utilització de còdols de riu. Les dificultats econòmiques dificulten les obres a mitjan 1942 i durant un any resten aturades. El 7 de desembre de 1945, s'habilità el nou temple per a realitzar-hi l'activitat litúrgica. El 1953, el pintor barceloní Carles Llobet i Raurich va assumir la decoració de la volta de l'absis que es va completar amb les pintures de la part inferior, al fons del presbiteri, tot emmarcant, a partir del 8 de desembre de 1966, la figura de la Mare de Déu Assumpta realitzada per Josep M. Camps i Arnau que, en primera instància havia de ser col·locada a Santa Maria del Mar de Barcelona.

### Les darreres dècades (1955-2014)
El 16 d'agost de 1963, el bisbe de Vic Ramon Masnou va beneir i inaugurar els locals, situats a la planta baixa de la rectoria, de l'anomenada Guarderia infantil mossèn Puntí, que esdevindria posteriorment l'escola bressol municipal. L'any 1971 van ser reposades les restes del bisbe Josep Aguilar a una de les capelles laterals. L'anterior havia estat destruïda, com tot el temple, per la Guerra Civil. El disseny de nou mausoleu va ser obra de Francesc d'Assís Pujol i el relleu de pedra de l'escultor Josep Viladomat. L'any 1995, la parròquia va celebrar el cinquantenari des de la reconstrucció posterior a la Guerra Civil amb diversos actes i amb una publicació en fascicles. L'any 2006, la parròquia i l'Ajuntament de Manlleu van commemorar els 1100 anys des de la consagració de Santa Maria amb un dens programa d'activitats de diferent tipologia.

## Edifici
La façana segueix la tipologia d'època barroca, que transformà la majoria d'esglésies parroquials de la comarca. Consta d'una gran portalada emmarcada per dues columnes de fust llis i capitells de fulles d'acant, amb una porta de testera recta i un frontó circular amb un conjunt escultòric al timpà (amb la representació de la Verge); hi ha una rosassa a la part central emmarcat per dues columnes, iguals a les anteriors. El coronament és un frontó entretallat, com els que perfilen la majoria de façanes barroques.
El campanar té cinc cossos separats per motllures semicirculars llises, a manera de franges horitzontals. La base és de planta quadrada, però a partir del segon nivell és de planta poligonal. Està coronat per una estructura molt treballada de ferro forjat que protegeix una campana, afegida al segle xix. Les finestres són de mig punt.